# Вашингтон, Адольфо
Адольфо Ва́шингтон (англ. Adolpho Washington; род. 7 сентября 1967 года, Лексингтоне, Кентукки, США) — американский боксёр-профессионал, выступавший в первой тяжёлой и тяжёлой весовых категориях. Является экс-чемпионом мира по версии МБФ (IBF).
Наилучшая позиция в мировом рейтинге: ???-й.

## Результаты боёв
| Бой | Дата | Соперник | Судьи | Место боя | Раундов | Результат | Дополнительно |
| --- | ---- | -------- | ----- | --------- | ------- | --------- | ------------- |
|     |      |          |       |           |         |           |               |
| Бой | Дата | Соперник | Судьи | Место боя | Раундов | Результат | Дополнительно |